# Marian Niespodziewański
Marian Niespodziewański (ur. 1935, zm. 27 lipca 2018) – polski specjalista w zakresie hodowli drobiu, dr hab., prof.

## Życiorys
Obronił pracę doktorską, następnie uzyskał stopień doktora habilitowanego. Otrzymał nominację profesorską. Objął funkcję profesora w Katedrze Biologicznych Podstaw Produkcji Zwierzęcej na Wydziale Biologii i Hodowli Zwierząt Uniwersytetu Przyrodniczego w Lublinie.
Był członkiem Lubelskiego Towarzystwa Naukowego, oraz Polskiego Towarzystwa Zootechnicznego.
Zmarł 27 lipca 2018.

## Odznaczenia
- Medal Komisji Edukacji Narodowej[1]
- Złoty Krzyż Zasługi[1]